# Le Témoin disparu
Pour le film de 1924, voir Just Off Broadway (film, 1924).
Pour plus de détails, voir Fiche technique et Distribution.
Le Témoin disparu (titre original : Just Off Broadway) est un film américain en Noir et blanc réalisé par Herbert I. Leeds, sorti en 1942.
Il s'agit du sixième des sept films produits par les studios 20th Century Fox consacrés aux aventures du détective privé Mike Shayne, personnage créé par le romancier Brett Halliday et incarné à l'écran par Lloyd Nolan.

## Synopsis
Le détective privé Mike Shayne est choisi pour faire partie d'un jury au tribunal. Il se soustrait à ce devoir civil afin d’enquêter pour établir la culpabilité de l'accusé. Avec la journaliste Judy Taylor, il commence par examiner les alibis du suspect ; il découvre qu'en plus du meurtre pour lequel il est jugé, l'accusé a également tué deux autres personnes. Par la suite, Mike Shayne est emprisonné pendant soixante jours pour avoir quitté le jury.

## Fiche technique
- Titre : Le Témoin disparu
- Titre original : Just Off Broadway
- Réalisation : Herbert I. Leeds
- Scénario : Arnaud d'Usseau et Jo Eisinger (en) d'après le personnage du détective privé Mike Shayne de Brett Halliday
- Photographie : Lucien N. Andriot
- Musique : David Raksin, Alfred Newman et Emil Newman
- Montage : Louis R. Loeffler
- Décors : Thomas Little
- Costumes : Herschel McCoy
- Direction artistique : Richard Day et Chester Gore
- Producteur : Sol M. Wurtzel
- Société de production : 20th Century Fox
- Pays de production : États-Unis
- Format : noir et blanc -
- Genre cinématographique : Film policier, film noir
- Durée : 65 min
- Dates de sortie :
  - États-Unis : 25 septembre 1942
  - France : 24 janvier 1947

## Distribution
- Lloyd Nolan : le détective privé Michael Shayne
- Marjorie Weaver : Judy Taylor
- Phil Silvers : Roy Higgins
- Janis Carter : Lillian Hubbard
- Richard Derr : John Logan, Defense Attorney
- Joan Valerie (en) : Rita Darling
- Don Costello : George Dolphin
- Chester Clute (en) : Sperty
- Francis Pierlot : Sidney Arno
- Grant Richards : District Attorney John F. McGonagle
- George M. Carleton (en) : le juge Robert Walters
- Alexander Lockwood : conte Edmond Telmachio
- William Haade : un gardien
- Leyland Hodgson (en) : Henry Randolph, le majordome
- Oscar O'Shea : Pop, le gardien